# Station Austvoll
Station Austvoll (Noors: Austvoll stoppested) is een station in Austvoll in de gemeente Flå in  in  Noorwegen. Het station ligt aan Bergensbanen. Het  stationsgebouw dateert uit 1907 en is een ontwerp van Paul Armin Due. Austvoll werd al in 1982 gesloten voor personenverkeer. De destijds aanwezige twee extra sporen zijn inmiddels opgeruimd.